# Steven Avery
Steven Allan Avery (Manitowoc County, Wisconsin, 9 juli 1962) is een Amerikaanse man uit Manitowoc County, Wisconsin, die 18 jaar lang ten onrechte gevangen zat voor een aanranding in 1985. Met behulp van het Wisconsin Innocence Project werd hij vrijgesproken door middel van een DNA-onderzoek, dat wees in de richting van Gregory Allen, een beruchte zedendelinquent uit de regio. Avery kwam vrij op 11 september 2003. Na zijn vrijlating klaagde Avery de gemeente Manitowoc en de voormalig sheriff en voormalig officier van justitie aan voor een schadevergoeding van minimaal 2 miljoen tot maximaal 36 miljoen dollar.
In 2005 werd Avery gearresteerd voor de moord op de uit Wisconsin afkomstige fotografe Teresa Halbach. Avery's advocaten suggereerden dat de schadevergoeding die Avery eiste een rol speelde in zijn plotse arrestatie. Hij werd in 2007 veroordeeld tot een levenslange gevangenisstraf zonder de mogelijkheid van voorwaardelijke vrijlating. De zaak is in januari 2016 opnieuw geopend. Avery wordt sindsdien bijgestaan door advocate Kathleen Zellner.
De Netflix-documentaire Making a Murderer, een tiendelige serie geregisseerd door Laura Ricciardi en Moira Demos, staat in het teken van Avery's ervaringen met het juridische systeem. De documentaire legt de nadruk op de moordzaak en de problemen rond bewijslast en vermoedelijk geplante bewijsstukken die zich daarbij hebben voorgedaan.

## Achtergrond
Avery werd geboren en groeide op in Manitowoc County, Wisconsin, als de zoon van Dolores en Allan Avery. Hij heeft twee broers en een zus (Barbara, de moeder van Brendan Dassey) en ging naar verschillende scholen in Manitowoc County. Na de middelbare school ging hij bij het autokerkhof van zijn vader werken. In 1982 ontmoette hij Lori Mathiessen, een alleenstaande moeder van zoon Jason. Enkele maanden later waren Steven en Lori getrouwd. Ze kregen vier kinderen.
In maart 1981, op zijn achttiende, pleegde Avery samen met een vriend meerdere inbraken in een bar in de regio en veroorzaakte tienduizenden dollars aan schade. Avery werd veroordeeld tot een gevangenisstraf van twee jaar, maar na tien maanden gevangenschap in de Manitowoc County Jail werd hij vrijgelaten. Hij kreeg een proeftijd van vijf jaar en werd bevolen om restitutie te betalen. In 1982, op suggestie van Avery, hadden Avery en twee vrienden de kat van de Avery's in een kampvuur gegooid nadat Avery de kat had ondergedompeld in olie. De toen twintigjarige Avery en de twee andere mannen werden veroordeeld voor het mishandelen en doden van de kat. Avery werd veroordeeld tot een gevangenisstraf van negen maanden. In 1985 werd Avery veroordeeld voor het aanvallen van zijn nicht, nadat hij deze van de weg had gereden, met getrokken geweer tegemoetkwam en wenkte mee te komen. Avery was boos omdat zijn nicht roddels over hem verspreidde, zoals naakt voor haar auto springen en op de motorkap masturberen. Avery beweerde dat deze roddels niet waar zijn. Volgens Avery was het geweer niet geladen, ook al werd het geladen gevonden onder het bed van zijn kinderen, en wilde hij zijn nicht alleen maar bang maken zodat ze zou stoppen met het verspreiden van roddels.
In 1985 werd Avery veroordeeld voor de aanranding, poging tot moord met voorbedachten rade en wederrechtelijke vrijheidsberoving van Penny Beerntsen. Hij moest zijn straf tegelijkertijd uitzitten met zijn straf voor het aanrijden van zijn nicht. Tijdens zijn gevangenschap vroeg zijn vrouw Lori echtscheiding aan. In brieven die hij vanuit de gevangenis naar haar stuurde bedreigde hij haar meerdere malen met de dood en dreigde hij ook de kinderen wat aan te doen. In een rechtszaak over de voogdij bekende Avery deze brieven gestuurd te hebben. Tevens gaf hij toe zijn vrouw jarenlang fysiek te hebben mishandeld. Dit varieerde van slaan met de vuist tot het dichtknijpen van de keel tot Lori haar bewustzijn verloor.
Wat de zaak Beerntsen betreft hield Avery vast aan zijn onschuld. Avery ging meerdere malen in hoger beroep, maar beide pogingen werden afgewezen. In 2002, zeventien jaar later, nam het Wisconsin Innocence Project Avery's zaak in behandeling. Met behulp van een verbeterde DNA-test op een schaamhaar die op het lichaam van Beerntsen was gevonden was men in 2003 in staat om Avery vrij te krijgen op basis van DNA-bewijs. Het DNA in het haar kwam overeen met dat van Gregory Allen, die op dat moment al een gevangenisstraf van zestig jaar uitzat.
Nadat Avery in 2003 uit de gevangenis was vrijgelaten, kreeg zijn zaak brede media-aandacht. Avery spande een federale rechtszaak aan tegen Manitowoc County en diens voormalig sheriff en voormalig officier van justitie. Aan beide partijen vroeg hij een financiële compensatie van minimaal 1 miljoen dollar tot maximaal 18 miljoen dollar. Tezamen minimaal 2 miljoen tot maximaal 36 miljoen dollar, wat neer komt op één miljoen van beide partijen voor elk jaar dat hij onterecht heeft vastgezeten (omdat hij tegelijkertijd óók vast zat voor de aanrijding van zijn nicht zat hij van die 18 jaar ook een aantal jaren terecht vast). In 2006, op advies van zijn advocaten, stopte Avery met zijn federale rechtszaak nadat aan het licht was gekomen dat hij in 2004 zijn minderjarige nichtje zou hebben verkracht. Avery en Manitowoc County schikten voor 400.000 dollar. Avery gebruikte een groot gedeelte van het geld voor het inhuren van advocaten in de Halbach-zaak.

## Moord op Teresa Halbach
Op 31 oktober 2005 belde Steven Avery Auto Trader op en vroeg hen om Teresa Halbach langs te laten komen om de minivan van zijn zus te fotograferen voor een verkoopadvertentie in Auto Trader Magazine. Halbach is na haar afspraak met Avery niet meer levend gezien. Op 3 november werd Halbach als vermist opgegeven en werd door politie en vrijwilligers een zoekactie gestart. Twee dagen later, op 5 november, werd Halbach's auto door een vrijwilliger gevonden op het terrein van Avery's Auto Salvage, waar Avery woonde en werkte. Met deze vondst werd de zoektocht naar Halbach min of meer beëindigd en werd een onderzoek gestart naar een potentieel misdrijf. Andere eigendommen van Halbach, waaronder haar autosleutel, haar kentekenplaten en haar camera werden gevonden op Avery's terrein. Halbach's verkoolde botten werden gevonden tussen brandresten achter Avery's schuur. Avery werd gearresteerd en op 11 november aangeklaagd voor de moord op Halbach. Hij was ook al aangeklaagd voor verboden vuurwapenbezit.
Om een belangenconflict te vermijden verzocht de officier van justitie van Manitowoc County de autoriteiten van het naburige Calumet County om het onderzoek te leiden. Op verzoek van Calumet County zou Manitowoc County Sheriff's Department betrokken blijven bij de zaak door het leveren van middelen en personeel. Zo namen enkele agenten van Manitowoc deel aan verschillende huiszoekingen, onder toeziend oog van Calumet County Sheriff's Department, in Avery's woonwagen, schuur en ander eigendom. Dit leidde ertoe dat ze later beschuldigd werd van het manipuleren van bewijsstukken.
Op 1 maart 2006 werd Avery's minderjarige neef Brendan Dassey aangeklaagd voor medeplichtigheid aan zowel de aanranding van en de moord op Teresa Halbach, als de verminking van haar levenloze lichaam. Hij werd later veroordeeld in een apart proces. Dassey's advocaten hebben hierbij gevraagd om een vrijlating, of een alternatief proces. Dassey's advocaten probeerden aan te tonen dat zijn constitutionele rechten werden geschonden als gevolg van ondoeltreffende rechtsbijstand en een onvrijwillige bekentenis door manipulatie op minderjarige leeftijd.

### Proces
Ken Kratz, de officier van justitie van Calumet County, werd aangesteld als speciale aanklager in de zaak, en Manitowoc County Circuit Court-rechter Patrick Willis leidde het proces. In de aanloop naar het proces werd besloten de aanklachten voor aanranding en ontvoering te laten vallen. Op 18 maart 2007 werd Avery schuldig bevonden aan de moord op Halbach, niet schuldig aan het verminken van haar lichaam en schuldig aan illegaal bezit van een vuurwapen.
Op 1 juni 2007 werd hij voor de moord op Halbach veroordeeld tot een levenslange gevangenisstraf zonder de mogelijkheid van vervroegde vrijlating. Hij werd ook veroordeeld tot vijf jaar gevangenisstraf voor het bezit van een vuurwapen, waarmee hij tevens de moord zou hebben gepleegd. Aanvankelijk werd hij ondergebracht in de Wisconsin Secure Program Facility in Boscobel, maar in 2012 werd hij overgeplaatst naar de Waupun Correctional Institution in Waupun. Alle transcripten van de rechtszaak uit 2007 staan online en beslaan in totaal duizenden pagina's.

### Hoger beroep
In augustus van het jaar 2011 weigerde het Hooggerechtshof van Wisconsin Avery's verzoek voor een nieuw proces in behandeling te nemen. Op 11 januari 2016 diende Avery opnieuw een verzoek voor hoger beroep in. De volgende dag kondigde procureur Kathleen Zellner aan dat haar onderneming in Chicago Avery zou vertegenwoordigen. Ze wordt bijgestaan door Tricia Bushnell, juridisch directeur van het Midwest Innocence Project. In april 2019 stopte Bushnell met het vertegenwoordigen van Avery.
In juni 2017 diende Zellner een motie van ruim 1000 pagina's in waarin ze vroeg om Avery's vrijlating of een hoorzitting om haar motie toe te lichten. Middels haar motie probeerde Zellner aan te tonen dat het bewijs tegen Avery niet zou deugen en geplant zou zijn. Vier maanden later werd de motie afgewezen. Volgens de rechter was het niet aangetoond dat de jury een ander besluit zou hebben genomen als het op de hoogte was van Zellners bewijslast. Zellner antwoordde dat ze eigenlijk nog niet klaar was met de motie toen ze die indiende. Haar verzoek om de motie alsnog uit te mogen breiden werd ook afgewezen. Volgens de rechter had Zellner geen deadline voor haar motie en mocht ze er zo lang aan werken als ze had gewild. Daarnaast had Zellner vier maanden de tijd gehad om de rechter in te lichten dat de motie nog niet af was, maar had ze dit nagelaten. Sinds 2019 vecht Zellner haar afwijzing aan bij de Court of Appeals, waar niet zozeer de bewijslast wordt gecontroleerd, maar eerder of de juiste keuzes en wetten zijn toegepast in besluiten door, in dit geval, de rechter van de circuit court. In 2021 besloot de Court of Appeals Zellner's zaak af te wijzen, mede omdat Zellner getuigeverklaringen, wetten verkeerd en documenten uit de zaak verkeerd zou hebben aangehaald en haar bewijslast sterker heeft doen willen laten lijken dan het eigenlijk was.

## Petities
Op 20 december 2015 werd op petitions.whitehouse.gov een petitie aangemaakt met de titel Investigate and pardon the Averys in Wisconsin and punish the corrupt officials who railroaded these innocent men. Op 22 december 2015 gaf het Innocence Project de verklaring dat 'een lid van het Innocence Network een aantal aspecten van zijn zaak onderzoekt'.
Het Witte Huis reageerde op 7 januari 2016 op de petitie. Deze verklaarde dat, omdat Avery en Dassey beiden staatsgevangenen zijn, de president hen geen gratie kon verlenen. Een gratie zou in dit geval op staatsniveau en door de bevoegde autoriteiten verleend moeten worden. Gouverneur Scott Walker van Wisconsin verklaarde Avery geen gratie te verlenen.
Op 7 januari 2016 werd op petitions.whitehouse.gov een tweede petitie aangemaakt, getiteld Initiate a Federal Investigation of the Sheriff's Offices of Manitowoc County and Calumet County, Wisconsin.

## In de media
Op 26 maart 2013 zond het publieke radioprogramma Radiolab een aflevering uit met de titel 'Are You Sure?', die werd gekenmerkt door een 24 minuten durend segment getiteld 'Reasonable Doubt'. Hierin werd het verhaal van Steven Avery bekeken door de ogen van Penny Beerntsen, de vrouw die in 1985 seksueel werd misbruikt waarvan hij ten onrechte werd beschuldigd.

### Making a Murderer
Op 18 december 2015 bracht Netflix Making a Murderer uit, een tiendelige documentaire-serie die Avery's verhaal vertelt. De documentaire 'onderzoekt beschuldigingen van de politie en het openbaar ministerie, haar wangedrag, knoeien met bewijsstukken en dwanggetuigenissen/bekentenissen'. De populariteit van de documentaire, en de media-aandacht die daarmee gepaard ging, heeft geleid tot twee petities.
Steven Avery is ook het onderwerp in Convicting a Murderer, een 10-delige televisieserie en tegenhanger van Making a Murderer.
In november 2020 zond de Amerikaanse zender REELZ een documentaire uit getiteld Steven Avery: Confessions of a Killer, waarin een interview met een voormalig celgenoot van Avery centraal staat. De celgenoot vertelt onder andere over Avery's plotselinge driftbuien, zijn passie voor true crime programma's en hoe Avery bewijsmateriaal in zijn zaken probeerde te verdoezelen.